# 미야자키 공항
미야자키 공항(일본어: 宮崎空港, IATA: KMI, ICAO: RJFM)은 일본 규슈 지방 미야자키현 미야자키시에 있는 공항으로 미야자키 부겐빌레아 공항이라는 애칭으로도 알려져 있는데 미야자키가 꽃의 도시로 유명한데다가 공항 곳곳에도 부겐빌레아를 비롯한 각종 꽃 식물들이 자라고 있다.

## 운항 노선

### 국제선
| 항공사             | 목적지             |
| ------------------ | ------------------ |
| 아시아나항공       | 서울(인천)         |
| 타이거 항공 타이완 | 타이베이(타오위안) |

### 국내선
| 항공사               | 목적지                                               |
| -------------------- | ---------------------------------------------------- |
| 일본항공             | 오사카(이타미), 후쿠오카, 도쿄(하네다)               |
| 일본 에어 커뮤터     | 후쿠오카                                             |
| 전일본공수           | 도쿄(하네다), 나고야(주부), 오사카(이타미), 후쿠오카 |
| 아이벡스 항공        | 후쿠오카, 나고야(주부)                               |
| 솔라시드 항공        | 도쿄(하네다), 오키나와(나하), 나고야(주부)           |
| 피치 항공            | 도쿄(나리타), 오사카(간사이)                         |
| 오리엔탈 에어 브리지 | 후쿠오카, 아키타                                     |
| 젯스타 재팬          | 도쿄(나리타)                                         |

## 교통
- 미야자키 공항역 - 규슈 여객철도 미야자키 공항선